# Felix Wiedwald
Felix Wiedwald (Thedinghausen, 15 marzo 1990) è un ex calciatore tedesco, di ruolo portiere.

## Carriera
Dal 2009 al 2011 ha giocato per il Werder Brema II, collezionando 39 presenze in 3. Liga. Nello stesso periodo è stato più volte convocato in prima squadra, accomodandosi però in panchina senza mai esordire in Bundesliga. Nell'estate del 2011 passa al MSV Duisburg. Dopo aver trascorso alcuni mesi in panchina, il 18 novembre 2011 esordisce in 2. Bundesliga, mantenendo la porta inviolata nel corso della partita vinta per 3-0 contro l'Eintracht Braunschweig. Da quel momento in poi si conferma titolare tra i pali per il resto della stagione, e anche per l'anno successivo, che però si conclude con la retrocessione del Duisburg in 3. Liga. Nell'estate del 2013 si trasferisce quindi all'Eintracht Francoforte per ricoprire il ruolo di secondo portiere, alle spalle di Kevin Trapp, e riuscendo anche ad esordire nelle competizioni europee, giocando tutti i novanta minuti della partita vinta per 2-0 contro l'APOEL Nicosia, valevole per la fase a gironi dell'Europa League 2013-2014. Nella stagione seguente, a causa dell'infortunio di Trapp, viene schierato tra i pali per diverse partite, ben figurando. Al termine della stagione, scaduto il suo contratto con il Francoforte, si trasferisce gratuitamente al Werder Brema. Grazie anche all'infortunio patito da Raphael Wolf, riesce ad affermarsi subito titolare: dopo un inizio di stagione altalenante, in cui alterna grandi parate ad errori grossolani, nel finale di stagione riesce a tornare sui suoi passi, risultando decisivo per la salvezza della sua squadra, avvenuta soltanto all'ultima giornata.